# Vandál háború
A vandál háború a Bizánci Birodalom és az észak-afrikai Vandál Királyság közötti konfliktus volt i. sz. 533-534 között, melynek során a bizánciak megdöntötték és annektálták a vandál államot. Ez volt I. Iusztinianosz császár első, a Nyugatrómai Birodalom területének visszaszerzésére irányuló háborúja.
A germán vandálok a népvándorlás során, az 5. század elején foglalták el a Nyugatrómai Birodalom észak-afrikai provinciáit (Egyiptom kivételével) és ott független királyságot alapítottak. Geiseric királyuk idejében flottájukkal végigfosztogatták a Földközi-tenger partvidékét, 455-ben kifosztották Rómát, 468-ban pedig döntő győzelmet arattak az ellenük küldött keletrómai inváziós hadsereg fölött. Geiseric 477-es halálát követően viszonyuk Konstantinápollyal alapvetően rendeződött, bár időnként fellobbantak a konfliktusok, mert az ariánus vandálok elnyomták az ortodox helyi lakosságot. 530-ban Gelimer megdöntötte a Bizánc-barát nagybátyja, Hilderic uralmát. Iusztinianosz császár ennek ürügyén indított háborút a vandálok ellen, melynek vezetését tehetséges hadvezérére, Belisariusra bízta. A bizánciaknak kedvezett (vagy segédkeztek kirobbanásában) a vandál uralom alatti Szardínia szigetén, illetve Tripolitániában (ma Líbia) fellobbanó lázadások. A Szardíniára küldött flotta így nem tudta megakadályozni a bizánci hadsereg partra szállását és az odaküldött haderő miatt meggyengült a vandálok észak-afrikai védelmi képessége.
A bizánci haderő 533 júniusában indult Konstantinápolyból és szeptember elején szállt partra a mai Tunéziában, kb. 240 km-re Karthágótól, a vandálok fővárosától. Érkezésükkel meglepték Gelimert, aki sietve összeszedte csapatait és fővárosától tíz római mérföldnyire, az Ad Decimum-i csatában megpróbálta bekeríteni Belisarius hadseregét, de súlyos vereséget szenvedett. A bizánciak megszállták Karthágót, míg Gelimer Numidiába menekült és visszahívta szardíniai csapatait és próbálta rendezni sorait. Belisarius eközben konszolidálta hódításait és felkészítette Karthágót egy esetleges ostromra. Decemberben a vandálok megtámadták a bizánciakat, de a tricamarumi csatában döntő vereséget szenvedtek. Gelimer egy hegyi erődbe menekült, ahol a bizánciak ostromzár alá fogták és 534 márciusában kénytelen volt megadni magát.
Belisarius a vandálok kincstárával és számos fogollyal visszatért Konstantinápolyba, ahol a császár engedélyezte számára, hogy diadalmenetet tartson. A Vandál Királyságot annektálták és betagozták a Bizánci Birodalomba. Fennhatóságuk azonban nagyjából azokra a területekre korlátozódott, ahová a vandáloké is, mert a hegyekben és Mauretaniában a helyi mauri (berber) törzsek félig függetlenek maradtak és hamarosan fel is lázadtak a császár uralma ellen.

## Előzmények

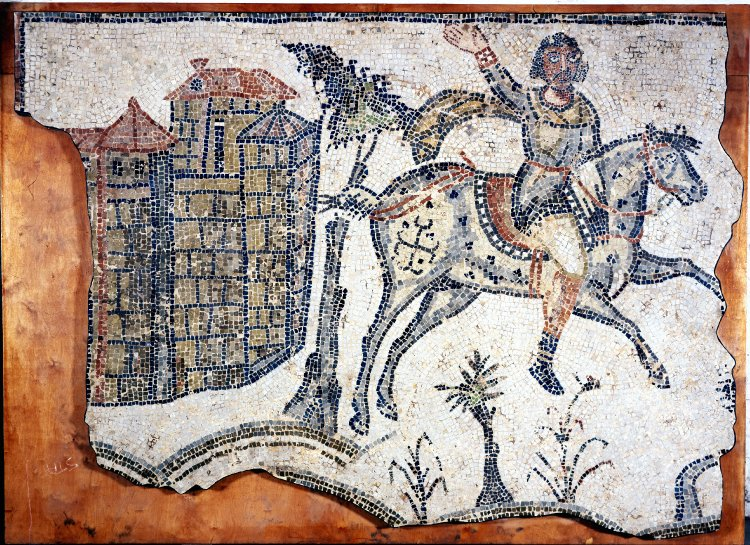
Vandál lovas mozaikja (Karthágó, i. sz. 500 körül)

### A Vandál Királyság megalakulása
A Nyugatrómai Birodalom hanyatlása idején, az 5. század elején a germán vandálok és alán szövetségeseik az Ibériai-félszigetre költöztek. 429-ben a III. Valentinianus (u. 425-455) ellen fellázadó Bonifatius, Africa provincia kormányzója Geiseric vandál királytól kért segítséget. 429 májusában Geiseric egész népével (becslések szerint 80 ezren lehettek) együtt átkelt a Gibraltári-szoroson Afrikába.
Geiseric azonban a segítség helyett inkább meghódította az észak-afrikai provinciákat. 435-ben a nyugatrómai udvar kénytelen volt elismerni Mauretania Caesariensis, Mauretania Sitifensis és Numidia nagyobb részének elvesztését, de ez csak ideiglenes békét hozott. A vandálok a megfelelő pillanatban ismét támadtak és 439-ben Africa tartomány székhelye, Karthágó és vele a nyugatrómai flotta jelentős része is a kezükre került. A 442-es békeszerződés már nem csak mint szövetséges (foederati) népként ismerte el őket, hanem saját jogon birtokolhatták eddigi hódításaikat. A barbárok megalapították a Vandál Királyságot, melynek fővárosa Karthágó volt és többségükben körülötte telepedtek le.
Geiseric kezében tartotta a rendkívül jövedelmező észak-afrikai gabonakereskedelmet, de ezenkívül a flottájával rendszeresen fosztogatta a kereskedelmi hajókat, valamint Itália és a Balkán partvidékét. 455-ben magát Rómát is kifosztották. A Valentinianus 455-ös halála utáni káoszt kihasználva Geiseric kiterjesztette uralmát a mauretaniai provinciákra (amely azonban szinte névleges maradt), valamint Szardíniára, Korzikára és a Baleári-szigetekre. Szicíliával is próbálkozott, de Ricimer megfutamította a flottáját.
A rómaiak többször is megpróbálták elűzni a vandálokat. 431-ben a keletrómai Aspar seregét verték vissza, 460-ban pedig Maiorianus császár gyűjtött nagy flottát ellenük Ibériában, de azt a Geiseric által lefizetett árulók elpusztították, mielőtt elindulhatott volna. 468-ban Basiliscus vezetésével indult hatalmas, egyesített kelet- és nyugatrómai expedíció ellenük, de a vandálok gyújtóhajókkal elpusztították a flottájukat. Ezt követően a vandál kalózok szabadon pusztították a római partokat, míg Zénón császár "örök békét" nem kötött velük.

### Bizánci-vandál kapcsolatok
A Vandál Királyság sok szempontból eltért a Nyugatrómai Birodalom területén létrejött többi germán államtól. Ahelyett, hogy tiszteletben tartották volna a korábbi római társadalmi és politikai rendszert, azt a sajátjukkal váltották fel. Míg a nyugat-európai barbár királyok – legalábbis formálisan – behódoltak a császároknak és pénzeiken annak arcképét tüntették fel, a vandál királyok teljesen önálló uralkodóként saját képüket verették a pénzükre. A vandálok nyelvükben és ruházatukban tudatosan elkülönültek a romanizált afrikai lakosságtól, amelyet alárendelt társadalmi rétegként kezeltek. Ezenfelül az ariánus keresztény vandálok elnyomták az ortodox (khalkédóni) vallású helyi lakosokat, különösen Huneric (477–484) és Gunthamund (484–496) idején. A keletrómai császárok tiltakoztak ez utóbbi ellen, de a béke majd hatvan évig kitartott. A viszony időnként kimondottan barátságos volt, főleg I. Ansztasziosz (491–518) és Thrasamund (496–523) korában, amikor felhagytak az ortodoxok üldözésével.

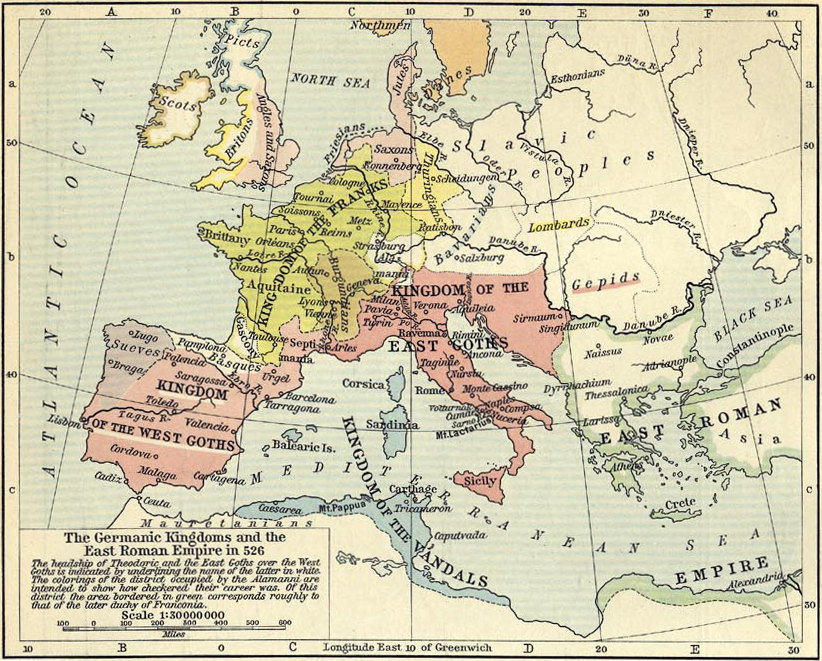
A Bizánci Birodalom és a germán királyságok 526-ban

523-ban Huneric fia, Hilderic (523–530) került a vandál trónra, aki III. Valentinianusig tudta visszavezetni a származását. Prokopiosz bizánci történetíró szerint barátságos, békés természetű ember volt, aki felhagyott az ortodoxok üldözésével és ajándékokat küldött I. Iusztinianosz császárnak, sőt a császár arcképét verette a pénzérmékre. Iusztinianosz vélhetően abban reménykedett hogy egyféle vazallus államként sikerül majd békés úton visszaterelnie a Vandál Királyságot a birodalmába. Hilderic Bizánc-barát politikája, valamint az, hogy vereséget szenvedett a fellázadó mauriktól, megerősítette ellenzékét a vandál főnemesség köreiben és 530-ban segítségükkel a király rokona, Gelimer megdöntötte Hilderic uralmát, őt pedig börtönbe záratta. Iusztinianosz először azt követelte, hogy ültessék őt vissza a trónra. Amikor Gelimer ezt megtagadta, a császár arra szólította fel a vandál királyt hogy engedje Hildericet Konstantinápolyba távozni, különben hadat üzen. Gelimer attól tartott, hogy a császár csak politikai bábként használná fel ellenfelét, hogy megdöntse az uralmát és valószínűleg ebben az esetben is háborút kezdeményezne. Úgyhogy Iusztinianosz ezen követelését is visszautasította, mondván hogy ez a vandálok belügye.
Mikor 532-ben sikerült lezárnia a perzsa háborút és "örök békét" kötött a Szászánidákkal, Iusztinianosz megkezdte az előkészületeket a vandálok elleni háborúra. Prokopiosz azt írja, hogy döntése nagy megrökönyödést okozott a konstantinápolyi arisztokrácia köreiben, mert még emlékeztek a 468-os katasztrofális hadjáratra. A kincstárnokok óvtak a költséges háborútól, a hadvezérek a perzsa háborúban kimerült katonákra és a félelmetes vandál flottára figyelmeztettek. A császárt jószerével csak az egyház támogatta, mert Gelimer visszatért az ortodoxok sanyargatásához. Nyíltan azonban csak Kappadókiai Ioannész, a keleti tartományok prefektusa mert felszólalni Iusztinianosz tervei ellen, kifogásait azonban a császár félresöpörte.

### Diplomáciai előkészületek, felkelések szítása
Gelimer népszerűsége hatalomra jutása után gyorsan csökkenni kezdett, mert elkezdett leszámolni ellenségeivel, számos vandál nemes vagyonát elkobozta, sokakat ki is végeztetett. Tevékenységével aláásta uralkodásának amúgy is bizonytalan legitimációját és két távoli tartományban, Szardínia szigetén és Tripolitániában felkelések kezdődtek. Szardínia kormányzója, Godas kikiáltotta a függetlenségét, röviddel később pedig a tripolitaniai lakosság egy bizonyos Pudentius vezetésével felkelt a vandál uralom ellen. Bár Prokopiosz szerint a lázadások csak véletlenül kezdődtek ekkor, kirobbanásuk gyanúsan egybeesik a bizánci hadjárat megindulásával és mind Godas, mind Pudentius azonnal bizánci segítséget kért. Iusztinianosz egyik tisztjét, Kürilloszt el is küldte 400 barbár zsoldossal Szardíniára. Gelimer azonnal reagált a szardíniai lázadásra és testvére, Tzazon vezetésével elküldte a flottája zömét, valamint 5 ezer embert, hogy leverjék azt. Döntése megpecsételte a királysága sorsát, mert a maradék hajóhad képtelen volt megakadályozni a bizánci sereg partraszállását Afrikában; egyúttal seregének jelentős részét is nélkülöznie kellett. Tripolitániával egyelőre nem törődött, mert azt kisebb fenyegetésnek ítélte és azt is Tzazonra akarta bízni, annak visszatérése után.
A felek egyúttal igyekeztek szövetségeseket is szerezni. Gelimer az ibériai vizigótok királyához, Theudishoz küldött követeket, szövetséget ajánlva, míg Iusztinianosz az itáliai Osztrogót Királyság jóindulatú semlegességét igyekezett megnyerni. Az osztrogót-vandál viszony amúgy is eléggé feszült volt, mert bebörtönözték (ahol aztán meg is halt) Thrasamund vandál király özvegyét, az osztrogót Amalafridát. Az osztrogótok engedélyezték, hogy a bizánci flotta használja szicíliai kikötőiket és utánpótlást vásároljanak.

### A szembenálló erők

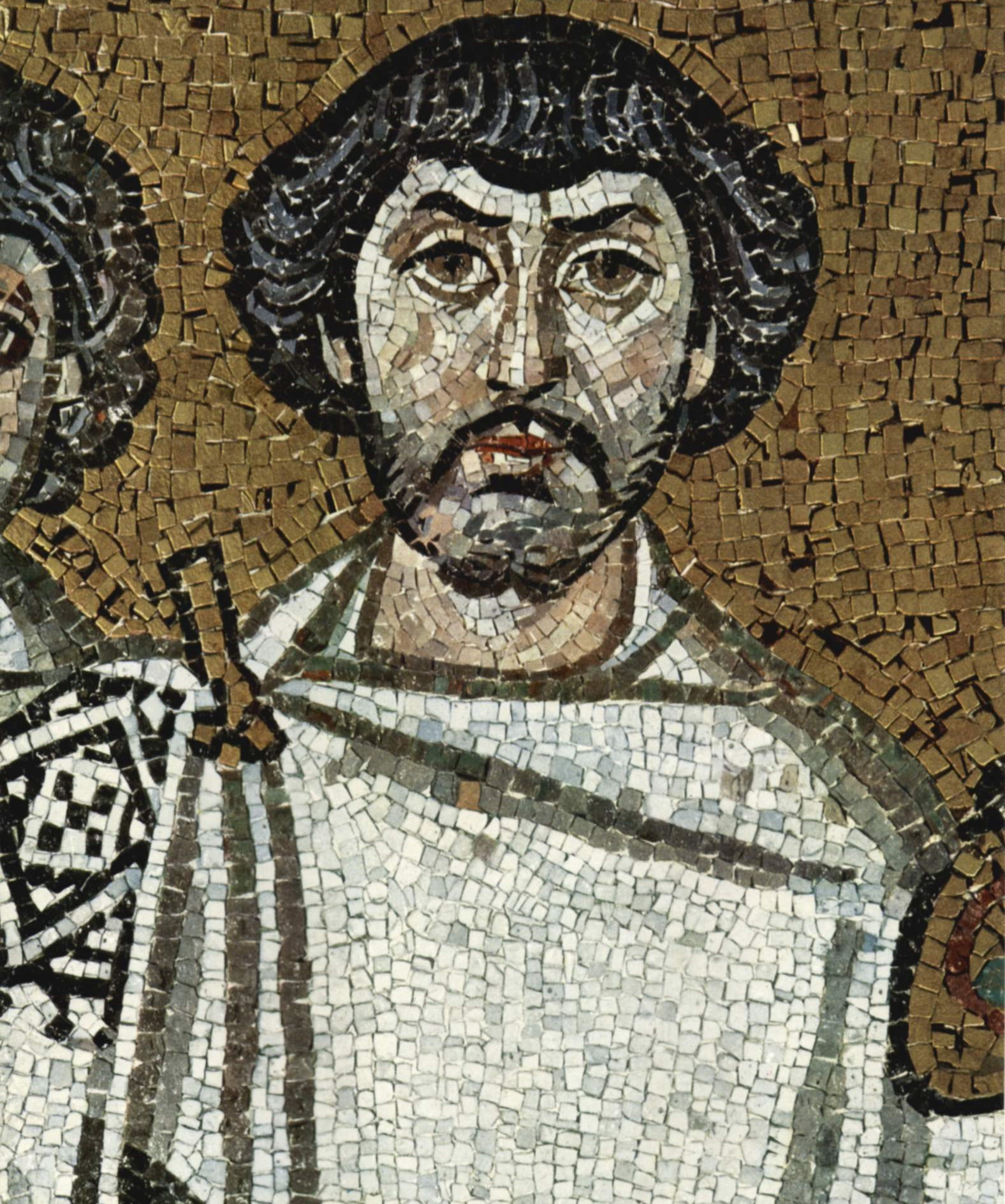
Belisarius arcképe a ravennai San Vitale bazilika mozaikján

Iusztinianosz a perzsa háborúban bizonyított tehetséges hadvezérét, Belisariust helyezte az inváziós haderő élére. Katonai kvalitásain túl az is előnyére szolgált, hogy latin volt az anyanyelve és mint a hadjáratokban kiderült, aggályosan ügyelt a polgári lakosság megóvására, rövid pórázon tartva csapatait. Ezen tulajdonságai segíthették a latin nyelvű észak-afrikai lakosság megnyerésében. Belisariust elkísérte felesége, Antonina és titkára, Prokopiosz, aki később megírta a háború krónikáját.
Prokopiosz szerint az inváziós hadsereg 10 ezer gyalogosból (részben a bizánci hadsereg katonái, comitatenses; részben barbár foederatik), valamint 5 ezer lovasból állt. Belisariusnak 1500-2000 elit nehézlovas bucellarius is a rendelkezésére állt, de nem tudjuk, hogy őket beleszámították-e az 5 ezer lovasba. Ezenkívül két zsoldos lovasíjász csapat is kísérte őket, 600 hun és 400 herul. Belisariusnak tapasztalt főtisztek álltak a rendelkezésére. "Vezérkari főnöke" (domesticusa) az eunuch Szolomón volt, az ellátásért a volt praefectus praetorio, Arkhelaosz felelt, lovasságát a trák Rufinus és a hun Aigan vezette. A haderőt 500 hajó szállította Afrikába, amelyen 30 ezer hajós teljesített szolgálatot és Kalonümosz tengernagy vezetésével 92 dromón hadihajó védte őket. Létszámát tekintve nem volt egy nagy haderő, különösen ha figyelembe vesszük a vandálok hírnevét. Lehet, hogy csak ennyit tudott szállítani a flotta, vagy császár a perzsák és barbárok fenyegetése miatt nem akart túl sok katonát kockáztatni. Mindenesetre egy viszonylag nagy, jól összeállított sereg állt Belisarius rendelkezésére, amelynek jelentős részben megbízható, tapasztalt katonákból állt.
A vandálok helyzetét kevésbé ismerjük. Hadseregük önkéntes harcosokból tevődött össze, de elvben valamennyi egészséges vandál férfitól elvárták a szolgálatot. Így a haderő mérete attól függ, hogy mekkorára becslik a teljes vandál népességet. Ha ez utóbbi a 200 ezret is elérhette, akkor Gelimernek 30-40 ezer harcosa is lehetett. Óvatosabb becslések, amik figyelembe veszik a mauri felkelők elleni veszteségeket is, 100 ezres népességgel és 20-25 ezer harcossal számolnak. Marcona hírnevük ellenére a vandálok harciassága idővel lecsökkent, fényűző életmódjuk elpuhította őket. Ezenkívül a vandálok harcmodora sem volt megfelelő Belisarius veteránjaival szemben. Seregük gyakorlatilag csak közelharci fegyverekkel felszerelt könnyűlovasokból állt, íjakat, dobódárdákat sem nagyon használtak. Ezzel szemben a bizánci lovasság vastagon páncélozott katafraktokból és lovas íjászokból tevődött össze.
A vandálokat tovább gyengítette, hogy a romanizált helyi lakosság gyűlölte őket és a belső pártoskodások is megosztották őket. A "bennszülött" mauri törzsek várakozó álláspontra helyezkedtek, várták hogy kiderüljön, melyik fél az erősebb.

## A háború menete

### Belisarius átkel Afrikába
Az induló flottát 533 június 21-én maga Iusztinianosz császár és Konstantinápoly pátriárkája búcsúztatta, fényes ünnepségek közepette. Eleinte lassan haladtak, még a Márvány-tengeren öt napot vártak a lovak behajózására; aztán a Hellészpontoszon Abüdosz városánál négy napot vártak a szélre. Csak július 1-én hagyták el a szorost, átkeltek az Égei-tengeren és a Peloponnészoszon, Methoné kikötőjében felvették az utolsó csapatokat is. Itt ismét szélcsendes időt fogtak ki és Belisarius kihasználta az alkalmat hogy gyakorlatoztassa csapatait és megismertesse őket egymással. Methonében azonban 500 katonája meghalt penészes kétszersült fogyasztása miatt. Állítólag Kappadókiai Ióannész azzal spórolt a költségeken, hogy csak egyszer süttette meg a kenyereket, és az megpenészedett. A császárt tájékoztatták az esetről, de nem tudunk róla, hogy a prefektust megbüntették volna.
Methonéből Zakinthosz szigetének érintésével átvitorláztak a Ión-tengeren Itáliába. Az átkelés a szélcsend miatt tovább tartott a tervezettnél és a vizük megposhadt. Végül elérték a szicíliai Cataniát, ahol Belisarius átküldte Prokopioszt Syracusába, hogy megtudja milyen hírek vannak a vandálok hadmozdulatairól. Prokopiosz ott találkozott egy kereskedő barátjával, akinek szolgája akkor érkezett vissza Karthágóból. A bizánciak megtudták, hogy a vandáloknak fogalmuk sincs a flottájuk elindulásáról és Gelimer, aki akkor küldte el a hajóhadát Szardíniára, nem is Karthágóban tartózkodik, hanem Hermioné városában. Belisarius azonnal elrendelte az indulást. Elhajóztak Málta mellett és a mai Tunézia keleti partvidékén, Caput Vada városánál (ma Seba), 162 római mérföldre (240 km) Karthágótól kikötöttek.

### Az Ad Decimum-i csata
Mikor elérték Afrika partjait, Belisarius zászlóshajóján haditanácsot tartottak. A tisztek nagy része azt javasolta, hogy azonnal támadják meg Karthágót, már csak azért is, mert a Vandál Királyságban egyedül annak voltak falai; a többi város védműveit lerombolták, hogy megnehezítsék a lázadásokat. Belisarius azonban nem akarta megismételni a 468-as hadjárat kudarcát és tartott a vandál flottától is, ezért egyelőre erődített tábort veretett a hadseregének a parton.
Belisarius számított a helyi, római identitását megtartó lakosság jóindulatára és felszabadítóként akart fellépni. Amikor a partraszállás másnapján néhány katonája gyümölcsöt lopott egy kertből, keményen megbüntette őket a felsorakoztatott sereget pedig emlékeztette hogy fegyelmezettnek és a polgári lakossággal szemben barátságosnak kell maradniuk, mert ha azok a vandálokat támogatják, sokkal nehezebb dolguk lesz. Intelmei meg is hozták az eredményüket, Prokopiosz szerint a katonák ezt követően visszafogottan viselkedtek, nem szegtek törvényt és Belisarius "nagy szelídséget és kedvességet mutatva, olyannyira megnyerte a líbiaiakat magának, hogy ezután úgy utazhatott, mintha a saját országában járna.".
A bizánci hadsereg a tengerparti utat követve megindult északnak. Örmény Ióannész vezetésével 300 lovasból álló elővéd derítette fel az utat, míg 600 hun lovas nyugat felől fedezte őket. Belisarius bucellariusai élén a hátvédet vezette, mert tartott Gelimer támadásától, aki valahol a közelben tartózkodott. A flotta a hadsereget követve hajózott a part mentén. Az első várost, Syllectumot (ma Szalakta) sikerült csellel elfoglalni. Belisarius itt az egyik elfogott vandál nemesnek mutatott egy levelet, amit Iusztinianosz írt és amelyben ígéretet tett, hogy a hadjárattal csak a törvényes királyt, Hildericet akarják visszahelyezni a trónra. Azt szerette volna, hogy a fogoly adja tovább az üzenetet a vandál nemességnek, az azonban nem merte vállalni az ellenség hírvivőjének szerepét.

Gelimer terve a bizánciak bekerításáre Ad Decimum-nál

Időközben Gelimer értesült a bizánciak partraszállásáról és azonnal utasította Karthágóban maradt fivérét, Ammatast, hogy gyűjtse össze a városkörnyéki vandál erőket. Arra is parancsot adott, hogy végezzék ki a Hildericet és rokonait; valamint hogy titkára, Bonifatius rakja hajóra a kincstárat és bizánci győzelem esetén meneküljön vele Hispániába. Mivel elit csapatait Szardíniára küldte, egyelőre nem támadta meg a bizánciakat, csak követte őket észak felé és közben előkészítette a Karthágó előtti döntő csatát. Ennek helyszínéül az "Ad Decimum" nevű helyet, a tizedik mérföldkövet jelölte ki, ide rendelte Ammatast. A bizánciak átvonultak Thapsus, Leptis Parva és Hadrumetum városain és Grassénél először keveredtek összetűzésbe Gelimer felderítőivel. Az első összecsapás után mindkét fél visszavonult. Innen Belisarius nyugatnak fordult, hogy átvágjon a Bon-fokon. Ez volt az útvonal legkockázatosabb szakasza, mert elszakadt a flottától.
Szeptember 13-án, tíz nappal azután hogy elindultak Caput Vadából, a bizánci hadsereg elérte Ad Decimumot. Gelimer itt állította fel a csapdáját. Ammatasnak az volt a feladata, hogy elállja az útjukat, míg unokaöccse, Gibamund kétezer emberrel a balszárnyukat támadja meg; Gelimer pedig a fősereggel hátulról támad és teljesen bekeríti az ellenséget. A gyakorlatban azonban nem sikerült összehangolni a hadmozdulataikat. Ammatas túl korán érkezett és elesett, amikor egy kisebb csapattal megpróbálta felderíteni a bizánciak elővédjét. Gibamund csapatát a hun-herul lovasokból álló balszárny teljesen megsemmisítette. Gelimer a fősereggel megfutamította az előtte álló bizánci erőket, de ekkor állítólag megtalálta fivére holttestét és a gyász teljesen lesújtotta, nem volt képes parancsokat adni. Belisariusnak így volt ideje újrarendezni a sorait és nehézlovasságával szétszórta a vandálokat. Gelimer maradék csapataival nyugat felé, Numidiába menekült. Az Ad Decimum-i csata döntő bizánci győzelmet hozott és Karthágó védtelenül állt Belisarius előtt.

### Bevonulás Karthágóba és Gelimer ellentámadása
Belisarius csak a csata estéjén, amikor Örmény Ióannész és 600 hunja újra csatlakozott hozzá, értette meg, hogy sikerült szinte teljesen megsemmisítenie a vandál ellenállást. Lovasságával a csatamezőn töltötte az éjszakát, majd másnap reggel, amikor felzárkózott hozzá a gyalogsága (és a felesége), megindult Karthágó felé. Estére értek a városhoz, amelynek lakossága kinyitotta a kapukat és ünnepi módon kivilágították az utcákat. Belisarius azonban tartott a sötétben lopakodó esetleges ellenségtől és katonáit is rövid pórázon akarta tartani, így letáborozott a kapuk előtt. A flotta időközben megkerülte a Bon-fokot és miután tudomást szereztek a győzelemről, lehorgonyoztak Stagnumnál, kb. 7,5 km-re Karthágótól. Kalonümösz tengernagy, Belisarius parancsait semmibe véve, kifosztotta a közeli Mandriacum település kereskedőit.
Másnap reggel, szeptember 15-én Belisarius felsorakoztatta hadseregét és mivel ellenség nem mutatkozott, bevonult a városba (de előtte még egyszer figyelmeztette katonáit a fegyelmezett viselkedésre). A lakosság örömmel fogadta a bizánciakat. Belisarius a királyi palotát foglalta el, ahol leült Gelimer trónjára és megette a vacsorát, amelyet a vandál király magabiztosan előre megrendelt győzedelmes bevonulásához. A flotta behajózott a Tuniszi-tóra, a katonákat pedig bekvártélyozták a városba. A megmaradt vandálokat összegyűjtötték és őrizet alá helyezték. Belisarius elküldte Szolomónt, hogy megvigye a császárnak a diadal hírét, de aztán Gelimer visszatértére számítva elrendelte a város elhanyagolt állapotban lévő falainak kijavítását.

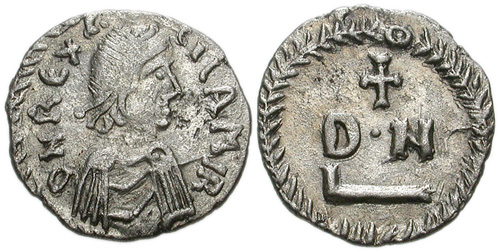
Gelimer denariusa

A következő hetekben, míg Belisarius Karthágót készítette fel egy esetleges ostromra, Gelimer Bulla Regiában gyűjtötte össze megmaradt csapatait. A helyi lakosság lojalitását pénzosztással biztosította és visszahívta Tzazont Szardíniáról, ahol a testvére leverte a felkelést és megölte Godast. Míg visszatérésükre várt, egyre több, Ad Decimum-nál elmenekült harcosa tért vissza hozzá és sikerült szövetségeseket találnia a maurik között is. A maurik nagy többsége azonban a győztesnek tűnő Belisariusnak fogadott hűséget. Egyes törzsfők túszokat is ajánlottak és kérték tőle a hagyományos felségjelvényeket, amelyeket a vandál uralom előtt a császároktól kaptak: az aranyozott ezüstpálcát, ezüst koronát, fehér köntöst és tunikát, és az aranyozott sarut. Belisariust felkészült erre az eshetőségre és nagyobb pénzösszegek kíséretében szétosztotta a törzsfők között a jelvényeket. Az azonban nyilvánvaló volt, hogy amíg a háború kimenetele bizonytalan, egyik fél sem számíthat a maurik teljes lojalitására. Eközben Tzazon Szardínia visszafoglalásának hírét hozó küldöttei, akik nem tudták, hogy a város elesett, behajóztak Karthágóba, ahol foglyul is ejtették őket; akár csak a vizigótokhoz küldött vandál követség, akinek nem sikerült megkötniük a szövetséget, mert az előzetes bizánci sikerek híre már eljutott a gótokhoz. Megérkezett Karthágóba Kürillosz is, akit Belisarius Szardíniára küldött a felkelők támogatására, de már túl későn ért oda.
Mikor Tzazon is visszatért Szardíniáról és Bullánál csatlakozott Gelimerhez, a vandál király elszánta magát az ellentámadásra és megindult Karthágó felé. A városhoz érve elvágták a vízvezetéket és próbálták akadályozni az élelmiszerek szállítását is. Gelimer ügynököket is küldött Karthágóba, hogy a bizánciak ellen bujtogassanak, próbálják ellenük fordítani a közhangulatot. Belisarius, aki tudatában volt az árulás lehetőségének, az egyik polgárt, aki a vandálokhoz akart csatlakozni, karóba húzatta. Leginkább a hunok átállásától tartott, mert azok eleve vonakodva jöttek Afrikába és attól féltek, hogy ott kell maradniuk helyőrségként. A vandál ügynökök tényleg felvették velük a kapcsolatot, de Belisariusnak egyelőre sikerült garantálnia a lojalitásukat azzal az ígérettel, hogy a háború után busásan megjutalmazza majd őket és gondoskodik a hazaszállításukról. Hűségük azonban bizonytalan maradt, várható volt hogy a maurikhoz hasonlóan a győztes félhez csatlakoznak majd.

### A tricamarumi csata, Gelimer megadása
A lakosság és a hadsereg hűségének biztosítása és a falak kijavítása után Belisarius vállalta a csata kockázatát. December közepén kivonult Karthágóból és a vandál sereg felé indult, amely mintegy 28 km-re a várostól, Tricamarumnál épített erődített tábort. Akárcsak Ad Decimum-nál, a lovasság a gyalogság előtt haladt. A tricamarumi csata a lovasok összecsapása volt, ahol a vandálok jelentős létszámfölénnyel rendelkeztek. Mindkét fél a tartalékba rendelte az olyan megbízhatatlan csapatokat, mint a maurik és a hunok. A legnagyobb szerep a bizánci oldalon Örmény Ióannésznak, a vandálon Tzazonnak jutott. Ióannész többször is megrohamozta a vandál derékhadat és végül sikerült megölniük Tzazont. Ezt általános roham követte és miután a hadrendjük összeomlott, a vandálok a táborukba menekültek. Gelimer látta hogy minden elveszett és híveinek kis csoportjával bevette magát Numidia hegyeibe. A többi vandál elmenekült vagy megadta magát, táborukat a bizánciak kifosztották. Az Ad Decimum-i csatához hasonlóan Belisarius nem tudta egybefogni a haderejét, de jelentős létszámhátrányból győzni tudott. A bizánciak fegyelmezetlenségét és Belisarius tehetetlenségét mutatja, hogy a győzelem után szétszéledtek fosztogatni, védtelenül maradva egy esetleges ellentámadással szemben (ha a vandál oldalon lett volna olyan parancsnok, aki képes ezt megszervezni). Prokopiosz is megjegyezte, hogy a háborúkat nem feltétlenül a jó stratégia, hanem a puszta szerencse döntheti el.

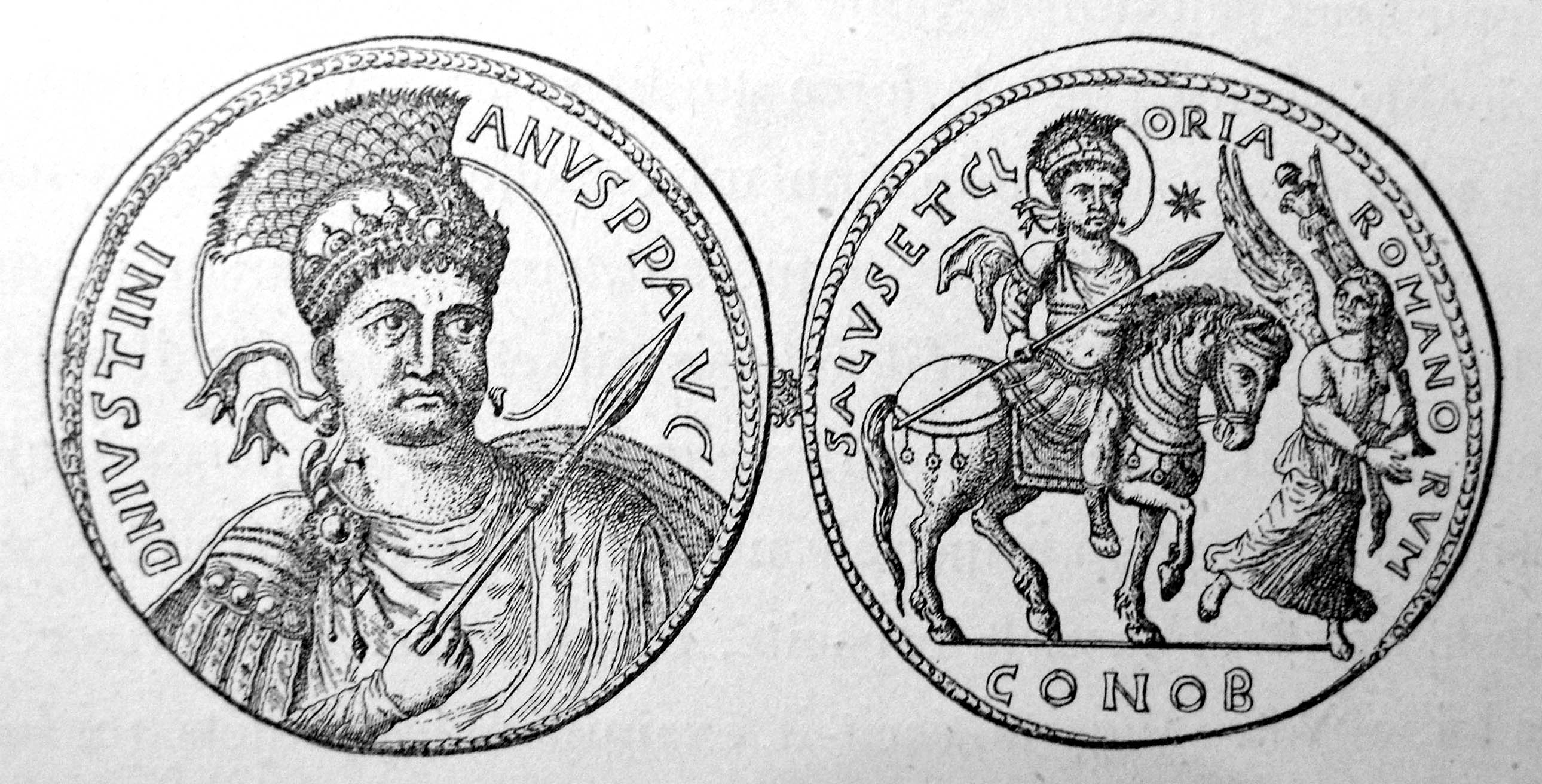
A vandálok elleni győzelem emlékére vert aranypénz

Örmény Ióannész kétszáz lovasával öt napon át üldözte Gelimert és már majdnem utolérte, amikor az egyik katonája csapásával véletlenül őt ölte meg. A bizánciak megálltak vezérüket gyászolni és a vandál király egérutat nyert. Előbb Hippo Regius-ba ment, majd a hegyek között fekvő Medeus városába, melynek mauri lakóiban megbízott. Belisarius a herul Pharasz vezetésével 400 embert küldött utána, maga pedig Hippo Regiusba vonult be, ahol a menekült vandálok megadták magukat. A bizánci vezér megígérte nekik, hogy jól bánnak velük és tavasszal Konstantinápolyba küldik őket. A város kikötőjében egy hajón megtalálta Gelimer kincstárát is. A vandál kincstárnoknak, Bonifatiusnak Hispániába kellett volna szállítania, de a kedvezőtlen időjárás miatt a kikötőben rekedt és a bizánciak érkezésekor biztonságának garantálása – és a kincs egy részének megtartása – fejében átadta azt Belisariusnak. A bizánci vezér ezután gondoskodott a Vandál Királyság távolabbi tartományainak birtokbavételéről: Kürilloszt Tzazon fejével Szardíniára és Korzikára küldte, hogy az ottani lakosoknak és a vandál helyőrségeknek bizonyíthassa a királyságuk bukását; egy bizonyos Ióannészt Mauretania Caesariensis székhelyére, Caesareába irányította, egy másik Ióannészt a Gibraltári-szorost ellenőrző Septem és Gadira erődjeibe; Apollinariosz nevű tisztjének pedig a Baleári-szigeteket kellett birtokba vennie. Tripolitaniába csapatokat küldött, mert az ottani maurik a városokat támadták. A korábban a Vandál Királysághoz tartozó nyugat-szicíliai kikötőt, Lilybaeumot is követelte az osztrogótoktól, akik a háború alatt megszállták azt. Az ügyben levélváltásokra került sor Iusztinianosz császár és az osztrogót udvar között, de az utóbbiban uralkodó felfordulás és uralkodóváltások miatt nem sikerült rendezni és a következő évben más ürüggyel ki is tört a háború a gótokkal.
Eközben Gelimer az ostromzár alatt tartott Medeusban maradt. Ahogy az ostrom a téli hónapokig húzódott, Pharasz megrohamozta a falakat, de súlyos veszteségek, emberei negyedének elvesztése után visszavonult. A blokádot azonban fenntartotta és Medeus lakói már éheztek. Hosszas tárgyalások után Gelimer, biztonságának garantálása után márciusban megadta magát és Karthágóba vitték.

## Következmények

### Belisarius diadalmenete

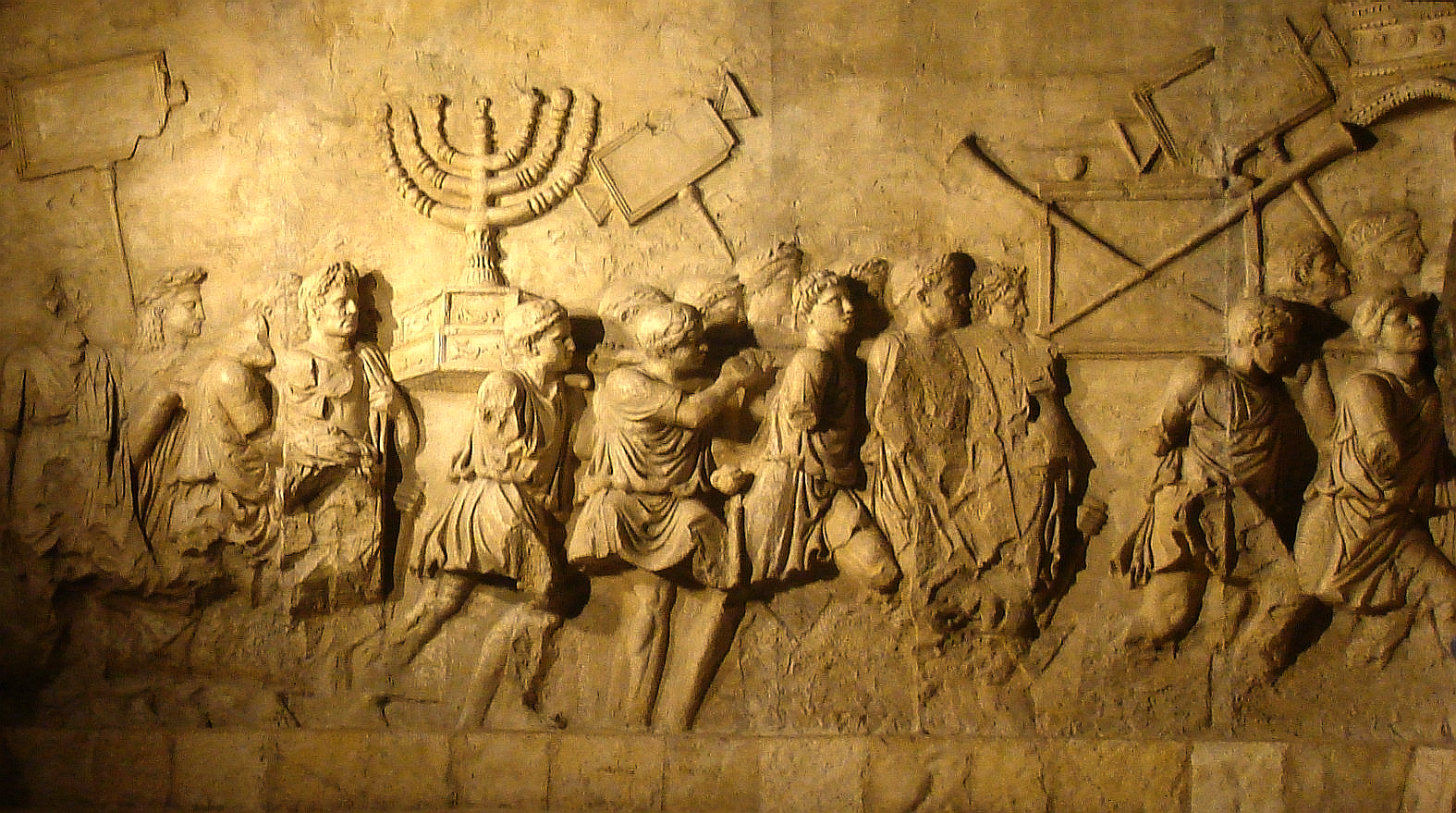
A jeruzsálemi templom menórája Titus diadalmenetében (Titus diadalíve, Róma)

Belisarius nem maradt sokáig Afrikában, hogy teljesen befejezhesse a Vandál Királyság annektálását, mert egyes főtisztjei, önös érdekeikből azt üzenték a császárnak, hogy saját királyságot akar létrehozni. Iusztinianosz próbára tette a hadvezérét: megkérdezte tőle, hogy szeretne-e visszatérni Konstantinápolyba vagy inkább Afrikában maradna. Belisarius tudta hogy megpróbálják befeketíteni, mert elfogta a főtisztek egyik levelét; így a hazatérést választotta. 534 nyarán visszaindult és magával vitte Gelimert, a kincstárat (amelyben számos olyan tárgy is megvolt, ami Róma 80 évvel korábbi kifosztásából származott, mint a császári felségjelvények és a második jeruzsálemi templom menórája), valamint számos vandál foglyot, akiket aztán öt ezredbe szervezve besosorztak a hadseregbe (ők voltak a Vandali Iustiniani, "Iusztinianosz vandáljai"). Mikor visszaérkezett, a császár engedélyezte hogy Belisarius római stílusú diadalmenetet tartson — ez volt az első ilyen Konstantinápolyban annak alapítása óta és több mint öt évszázada az első, amelyet magánember tarthatott Prokopiosz így írta le: "És ott volt zsákmány – mindenekelőtt minden olyan dolog, amelyet a király használatára szoktak elkülöníteni – aranyból készült trónok és hintók, amiken a király hitvese szokott járni, számtalan drágakövekből készült ékszer, arany ivópoharak és minden más, ami a királyi asztalra való. Volt továbbá sok ezer talentumnyi ezüst és az egész királyi kincs, amely rendkívül nagy összeget tett ki, és ezek között voltak a zsidók kincsei is, amelyeket Titus, Vespasianus fia, néhány mással együtt Jeruzsálem elfoglalása után Rómába hozott. [...] A diadalmenetben rabszolgák is voltak, köztük maga Gelimer, aki valamiféle bíborszínű köntöst viselt a vállán, és egész családja, valamint a vandálok közül annyi, amennyien nagyon magasak és szép testűek voltak. És amikor Gelimer a hippodromhoz ért, és látta, hogy a császár egy magas széken ül, és a nép mindkét oldalon áll, és ahogy körülnézett, rájött, hogy milyen rossz helyzetben van, nem sírt és nem jajgatott, hanem nem szűnt meg a héber írás szavaival szólni: "Felette nagy hiábavalóság! Minden hiábavalóság!" És amikor a császári szék elé került, levetkőztették róla a bíborszínű ruhát, és arra kényszerítették, hogy hason fekve a földre boruljon, és hódoljon Iusztinianosz császárnak. Ezt tette Belisarius is, mint aki vele együtt a császár kegyelméért folyamodik.Procopius, The Vandalic War, II.9
Gelimer Galatiában nagy birtokot kapott és patriciusi rangban is részesülhetett volna, ha feladta volna ariánus hitét. Belisariust consuli kinevezést kapott az 535. évre, így egy második felvonulást is tarthatott, ahol vandál harcosok tartották a magasba consuli székében és bőkezű pénzadományokat osztogatott abból a részesedésből, amit a háborús zsákmányból kapott.

### Észak-Afrika annektálása és a mauri háborúk

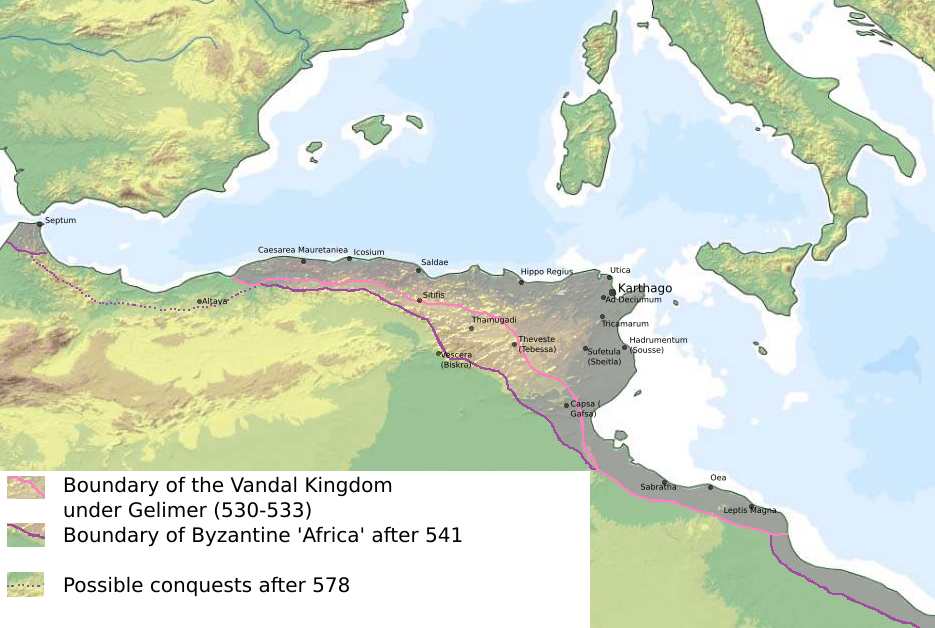
Bizánc észak-afrikai birtokai (541)

Iusztinianosz már a tricamarumi diadal után sietett kijelenteni: "Elődeink nem érdemelték meg Istennek eme kegyét, hiszen nemcsak hogy nem engedtetett meg nekik Afrika felszabadítása, de még magát Rómát is elfoglalták a vandálok, és minden császári felségjelvényt elvittek onnan Afrikába. Most azonban Isten az Ő irgalmasságában nemcsak Afrikát és annak minden tartományát adta kezünkbe, hanem a császári felségjelvényeket is, amelyeket Róma elfoglalásakor elvittek, Ő most visszaadta nekünk" (Codex Iustinianeus, I.XXVII).
A császárnak szándékában állt a provinciákat korábbi állapotukban és gazdagságukban visszaállítani, lehetőleg úgy mintha a vandál megszállás nem is létezett volna. A vandáloknak megtiltották minden hivatal viselését, sőt földbirtokuk sem lehetett; azokat visszaszolgáltatták korábbi tulajdonosaiknak. A férfiak többségét rabszolgasorba döntötték, feleségeik a győztes hadsereg katonáihoz kerültek. Az ariánus egyháztól elkobozták minden vagyonát, az ortodox egyház pedig visszakapta korábbi templomait és birtokait. A vandál népesség ezen intézkedések hatására fokozatosan teljesen eltűnt, beolvadt a romanizált lakosságba. 534 áprilisában, nem sokkal Gelimer megadása után visszaállították a korábbi római provinciákat és közigazgatást, amelyet egy praefectus preatorio vezetett. A Belisarius által hátrahagyott, a rendet fenntartó haderőt központilag a magister militum, regionálisan pedig néhány dux irányította. A városok falait visszaépítették és számos kisebb erődítmény is épült a vidék biztonságának fenntartására.
A császár szándéka és kijelentései ellenére a bizánci fennhatóság eléggé bizonytalan maradt Afrikában. Hadjárata során Belisarius viszonylag szilárdan kezébe kerítette Byzacena, Zeugitana és Tripolitania provinciákat. Nyugatabbra azonban a birodalmi jelenlét kimerült abban a néhány tengerparti erődítményben, amelyet a flotta elfoglalt. Numidia és Mauretania belső területei a helyi mauri törzsek uralma alatt voltak, ahogyan egyébként a vandál királyok idején is. A maurik eleinte elfogadták a császár fennhatóságát és túszokat is küldtek a hatóságoknak, de hamarosan nyugtalankodni és lázadozni kezdtek. A tartomány első kormányzója, Szolomón (Belisarius volt főtisztje), aki mind a prefektusi, mind a magister militum-i tisztségeet magának tartotta meg, sikeresen fellépett ellenük és megerősítette a bizánci fennhatóságot, eredményeit azonban nagyrészt megsemmisítette az 536-ban kitört általános katonai lázadás. A zendülést utóda, Germanosz (Iusztinianosz unokatestvére) verte le és Szolomón 539-ben visszakapta posztját. 544-ben azonban elesett a mauri törzsszövetség ellen vívott cilliumi csatában és a tartományban ismét eluralkodott a káosz. A maurik ellenállását csak 548-ban verte le a tehetséges hadvezér, Ióannész Tróglitész.

## Fordítás
- Ez a szócikk részben vagy egészben  a   Vandalic War című angol Wikipédia-szócikk ezen változatának fordításán alapul.  Az eredeti cikk szerkesztőit annak laptörténete sorolja fel. Ez a jelzés csupán a megfogalmazás eredetét és a szerzői jogokat jelzi, nem szolgál a cikkben szereplő információk forrásmegjelöléseként.